# 河知民
河知民（韩语： Ha Jimin，1989年3月21日—），韩国男子帆船运动员，2010年亚洲运动会男子激光级金牌得主、2014年亚洲运动会男子激光级金牌得主、2018年亚洲运动会男子激光级金牌得主、2022年亚洲运动会男子爱尔卡7级银牌得主。